# 普萊森特格羅夫 (喬治亞州)
普萊森特格羅夫（英語：Pleasant Grove）是位於美國喬治亞州卡圖薩縣的一個非建制地區。該地的面積和人口皆未知。

## 地理
普萊森特格羅夫的座標為34°52′54″N 85°08′18″W / 34.88167°N 85.13833°W，而該地的平均海拔高度為242米（即794英尺）。